# Беджо
Беджо (фр. Bédjo) или Бедио — деревня и супрефектура в Чаде, расположенная на территории региона Восточный Логон. Входит в состав департамента Восточное Коу.

## Географическое положение
Деревня находится в южной части Чада, к востоку от реки Восточный Логон, на высоте 508 метров над уровнем моря.
Населённый пункт расположен на расстоянии приблизительно 464 километров к юго-востоку от столицы страны Нджамены.

## Население
По данным официальной переписи 2009 года численность населения Беджо составляла 12 660 человек (6049 мужчин и 6611 женщин). Население супрефектуры по возрастному диапазону распределилось следующим образом: 50,3 % — жители младше 15 лет, 45,9 % — между 15 и 59 годами и 3,8 % — в возрасте 60 лет и старше.

## Транспорт
Ближайший аэропорт расположен в городе Дильдо.